# Homoplectra alseae
Homoplectra alseae är en nattsländeart som beskrevs av Ross 1938. Homoplectra alseae ingår i släktet Homoplectra och familjen ryssjenattsländor. Inga underarter finns listade i Catalogue of Life.